# Andrew Valmon
Andrew Valmon, född 1 januari 1965 i Brooklyn i New York, är en amerikansk före detta friidrottare (sprinter). Valmon är en av världsrekordinnehavarna på 4 × meter.
Valmon tävlade nästan enbart på 400 meter. Hans första internationella framgång kom 1984 då han blev tvåa i grenen i de panamerikanska ungdomsmästerskapen med tiden 46,94 sekunder, slagen endast av landsmannen och den framtida storlöparen Dennis Mitchell, som noterade 46,83.
Vid världsmästerskapen 1991 noterade Valmon en femteplats i finalen över 400 meter med tiden 45,09; vann gjorde landsmannen Antonio Pettigrew (44,57) före britten Roger Black (44,62) och amerikanen Danny Everett (44,63). I stafetten över 4 × 400 meter löpte Valmon startsträckan i ett lag som därutöver bestod av Quincy Watts, Everett och Pettigrew. Laget noterade tiden 2.57,57 men fick se sig besegrade av Storbritannien, som efter en rafflande batalj på slutsträckan mellan Pettigrew och Kriss Akabusi vann på europarekordtiden 2.57,53.
I OS i Barcelona 1992 löpte Valmon ånyo startsträckan i 4 × 400-meterslaget, åtföljd av Watts, Michael Johnson och Steve Lewis. Laget noterade nytt världsrekord (2.55,74) och vann klart före Kuba och Storbritannien. I VM 1993 fick Valmon åter förtroendet på startsträckan i stafetten i ett lag som denna gång även innehöll Watts, Butch Reynolds och Johnson. Laget var förkrossande överlägset och vann på världsrekordtiden 2.54,29 - 5,5 sekunder före silvermedaljören Kenya och bronsmedaljören Tyskland. Världsrekordtiden underskreds av ett amerikanskt stafettlag 1998 (med lagmedlemmarna Jerome Young, Pettigrew, Tyree Washingyon och Johnson) men denna tid underkändes 12 augusti 2008 som världsrekord eftersom minst en av lagmedlemmarna (Pettigrew) befunnits dopad. Därigenom är Valmon ånyo världsrekordinnehavare på 4 × 400 meter.

## Personbästa
| Datum        | Gren      | Stad                     | Tid   |
| ------------ | --------- | ------------------------ | ----- |
| 29 juni 1993 | 400 meter | Eugene, Förenta staterna | 44,28 |